# David Speiser
David Speiser (Oberstdorf, 27 de agosto de 1980) es un deportista alemán que compitió en snowboard, especialista en la prueba de campo a través.
Consiguió una medalla de bronce en los X Games de Invierno. Participó en dos Juegos Olímpicos de Invierno, en los años 2006 y 2010, ocupando el octavo lugar en Vancouver 2010, en el campo a través.

## Medallero internacional
| \| X Games de Invierno \| X Games de Invierno \| X Games de Invierno \| X Games de Invierno \| \| Año \| Lugar \| Medalla \| Prueba \| \| ------------------- \| ---------------------- \| ------------------- \| ------------------- \| \| 2008 \| Aspen (Estados Unidos) \| Medalla de bronce \| Campo a través \| |                        |                   |                |
| X Games de Invierno |                        |                   |                |
| Año | Lugar                  | Medalla           | Prueba         |
| 2008 | Aspen (Estados Unidos) | Medalla de bronce | Campo a través |